# Divalá
Divalá is een deelgemeente (corregimiento) van de gemeente (distrito) Alanje in de provincie Chiriquí in Panama. In 2015 was het inwoneraantal 2900.